# Reinier de Graaf
Reinier de Graaf (Schoonhoven, 30 de julho de 1641 — Delft, 17 de agosto de 1673), foi um médico, fisiologista e anatomista holandês que fez descobertas importantes na biologia reprodutiva. Ele se especializou em iatroquímica e iatrogênese, e foi o primeiro a desenvolver uma seringa para injetar corante em órgãos reprodutivos humanos para que pudesse entender sua estrutura e função.

## Biografia

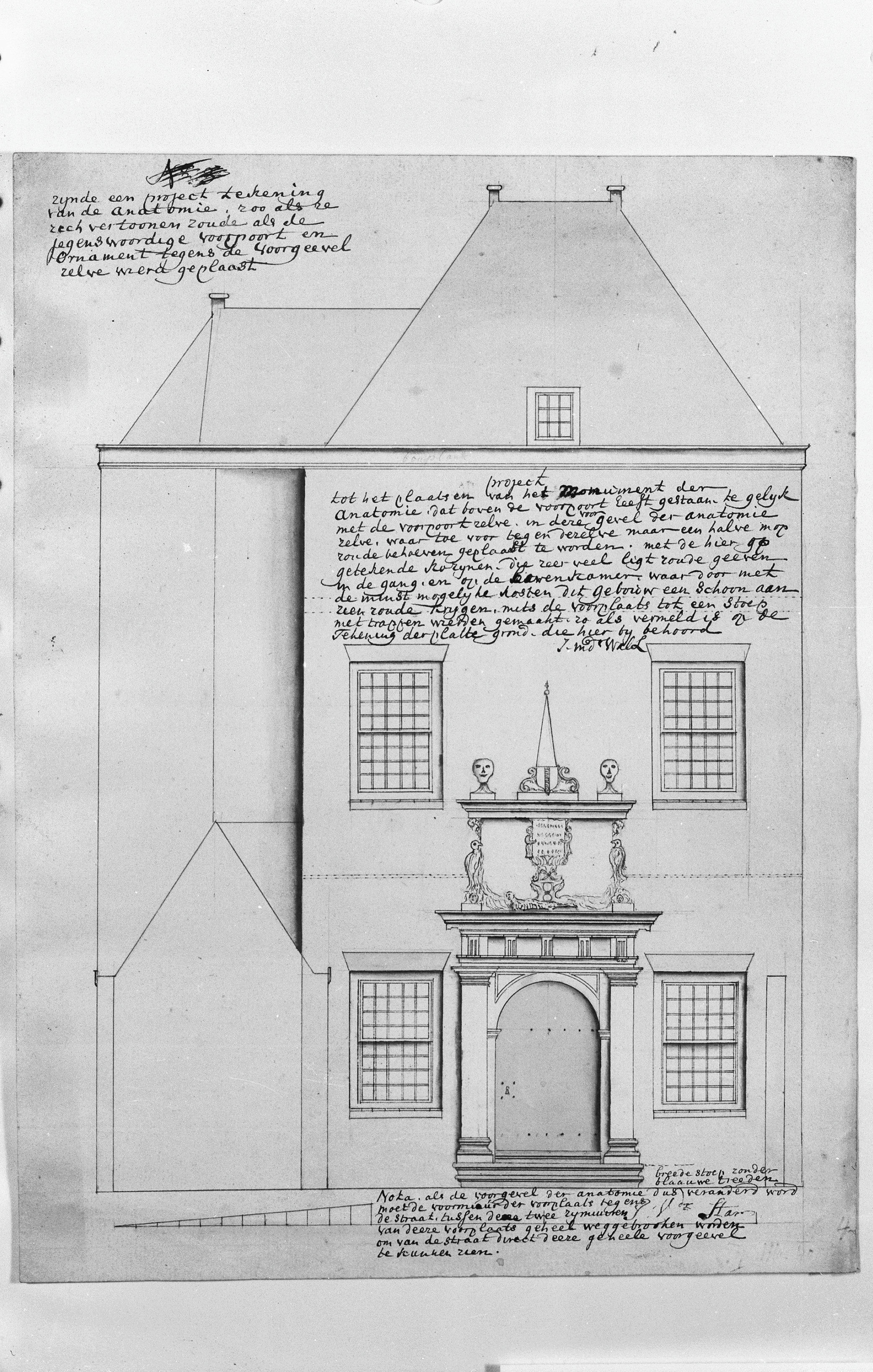
Teatro anatômico em Delft. Desenho por JvdStar 1776 - Delft

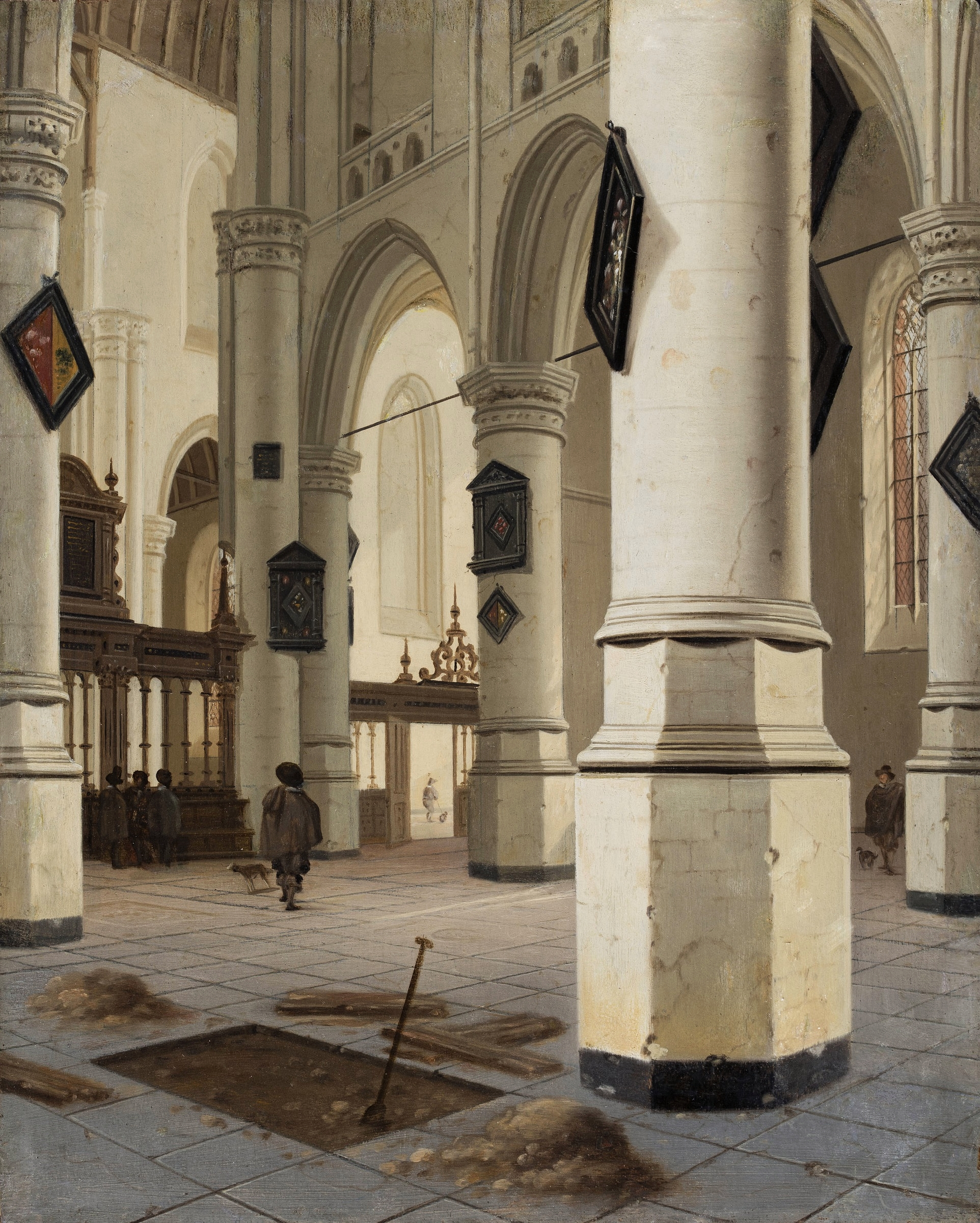
Igreja Velha em Delft por Hendrick Cornelisz. Van Vliet

De Graaf nasceu em Schoonhoven como filho de um carpinteiro/engenheiro ou arquiteto e estudou medicina em Leuven (1658), Utrecht e Leiden (1663). Lá seus co-alunos foram Jan Swammerdam, Niels Stensen, Ole Borch e Frederik Ruysch, cooperando com o professor Franciscus Sylvius, Johannes van Horne e Lucas Schacht. Todos eles se interessaram pelos órgãos da procriação e foram influenciados pela abordagem iatrofísica de René Descartes. Ele apresentou seu doutoradotese sobre o pâncreas, e em 1665 ele foi (junto com seu irmão) para a França, onde fez mais experiências em cães, cooperando com Pierre Bourdelot. Ele obteve seu diploma de médico pela Universidade de Angers com Jean Chapelain como seu tradutor. De volta à República Holandesa, De Graaf estabeleceu-se em Oude Delft. Ele estava estudando a genitália masculina, o que levou a uma publicação em 1668. Por sua pesquisa no teatro anatômico do folículo ovarianoele usou coelhas fêmeas. (A dissecação de cadáveres só era feita no inverno, e os cadáveres eram escassos; a maioria era enviada para Leiden e ficava disponível quando alguém era condenado à morte.)
Em maio de 1672 ele se casou com Maria van Dijk. Como correspondente da Royal Society em Londres, De Graaf recomendou (no final de abril) Henry Oldenburg que se prestasse atenção ao autodidata Antonie van Leeuwenhoek e seu trabalho sobre o aperfeiçoamento do microscópio. De Graaf morreu em 17 de agosto e foi enterrado respeitosamente em 21 de agosto na vizinha Igreja Velha, Delft em um local proeminente, no coro.
Especula-se que ele pode ter cometido suicídio, mas é mais provável que tenha sido malária, febre tifóide ou disenteria como em outras cidades holandesas; a doença persistiu ao longo do ano, com pico em julho e agosto.

## Legado

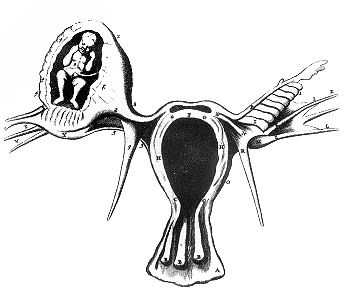
Gravidez ectópica por Reinier de Graaf, copiado, como ele reconheceu, de uma publicação francesa anterior de Vassal

A posição de De Graaf na história da reprodução é única, resumindo o trabalho de anatomistas anteriores ao seu tempo, mas incapaz de se beneficiar dos avanços que a microscopia faria, embora tenha relatado seu uso por Antonie van Leeuwenhoek em 1673. Suas contribuições pessoais incluem a descrição dos túbulos testiculares, dos ductos eferentes e dos corpos lúteos. De Graaf pode ter sido o primeiro a compreender a função reprodutiva da trompa de Falópio, descreveu a hidrossalpinge, ligando seu desenvolvimento à infertilidade feminina. De Graaf também inventou uma seringa prática, descrita em seu terceiro tratado.

### Folículos gráficos
Seu legado homônimo são os folículos graafianos (ou ovarianos). Ele mesmo apontou que não foi o primeiro a descrevê-los, mas descreveu seu desenvolvimento. A partir da observação da gravidez em coelhas, concluiu que o folículo continha o ovócito, embora nunca o tenha observado. O estágio maduro do folículo ovariano é chamado de folículo de Graaf em sua homenagem, embora outros, incluindo Fallopius, tenham notado os folículos anteriormente (mas falharam em reconhecer seu significado reprodutivo). O termo folículo Graafiano seguiu a introdução do termo óvulo Graafiano por Albrecht von Haller que, como De Graaf, ainda assumiu que o folículo era o próprio oócito, embora De Graaf percebesse que o óvulo era muito menor. A descoberta do óvulo humano acabou sendo feita por Karl Ernst von Baer em 1827. O contemporâneo de De Graaf, Jan Swammerdam, o confrontou após a publicação de DeMulierum Organis Generatione Inservientibu e o acusou de levar o crédito pelas descobertas que ele e fr:Johannes van Horne haviam feito anteriormente sobre a importância do ovário e seus óvulos. De Graaf emitiu uma refutação, mas foi afetado pela acusação de plágio.

### Ejaculação feminina
De Graaf descreveu a ejaculação feminina e se referiu a uma zona erógena na vagina que ele mesmo relacionou com a próstata masculina; esta zona foi posteriormente relatada pelo ginecologista alemão Ernst Gräfenberg e batizada em sua homenagem como Gräfenberg Spot ou G-Spot. Além disso, De Graaf descreveu a anatomia dos testículos e coletou secreções da vesícula biliar e do pâncreas.

### Erros
Apesar de suas contribuições, De Graaf cometeu vários erros além de acreditar que o óvulo era o folículo. Na verdade, ele nunca consultou os textos antigos, mas apenas repetiu os relatos de outros que agravavam suas imprecisões. Como ele observou coelhos em vez de humanos, ele presumiu que a fertilização ocorria no ovário. Ele acreditava que as vesículas seminais armazenavam espermatozoides. Ele ainda não estava ciente da presença de espermatozoides como tais; estes foram descobertos logo após sua morte pelo estudante de Amsterdã Johannes Ham, usando o microscópio de Antonie van Leeuwenhoek. Com base em seus experimentos com coelhos e na descrição da gravidez ectópica em uma senhora que morreu em sua 12ª gravidez em Paris, ele assumiu que a entidade completa estava presente no ovário, trazida à vida pela influência do fluido ejaculatório masculino e, em seguida, transportado para o útero.

## Publicações
- De Graaf, R (1664) De succi pancreatici natura et usu exercitatio anatomico-medica
- De Graaf, R (1668) De Virorum Organis Generationi Inservientibus, de Clysteribus et de Usu Siphonis in Anatomia
- De Graaf, R (1672) De mulierum organis generationi inservientibus tractatus novus : demonstrans tam homines & animalia caetera omnia, quae vivipara dicuntur, haud minus quàm ovipara ab ovo originem ducere
- De Graaf, R (1686) Alle de Wercken. Leyden, Netherlands.

## Outras fontes
- Houtzager HL. Reinier de Graaf 1641–1673 (Dutch). Rotterdam: Erasmus publishing, 1991. ISBN 90-5235-021-3.
- Houtzager HL (2000). «Reinier De Graaf and his contribution to reproductive biology». European Journal of Obstetrics, Gynecology, and Reproductive Biology. 90 (2): 125–7. PMID 10825629. doi:10.1016/S0301-2115(00)00258-X
- Modlin IM; Director Gastric Pathobiology Group (2000). «Regnier de Graaf: Paris, purging, and the pancreas». Journal of Clinical Gastroenterology. 30 (2): 109–13. PMID 10730914. doi:10.1097/00004836-200003000-00001
- Longo LD; Degraaf, R (1996). «De mulierum organis generationi inservientibus tractatus novus». American Journal of Obstetrics and Gynecology. 174 (2): 794–5. PMID 8623824. doi:10.1016/S0002-9378(96)70467-2
- Wiesemann C (1991). «Regnier de Graaf (1641–1673)» [Regnier de Graaf (1641–1673)]. Der Pathologe (em alemão). 12 (6): 352–3. PMID 1792221
- Houtzager HL (1981). «Reinier de Graaf». European Journal of Obstetrics, Gynecology, and Reproductive Biology. 12 (6): 385–7. PMID 7037492. doi:10.1016/0028-2243(81)90083-6
- Gysel C (1978). «Reinier de Graaf (1641–1673) and the syringe» [Reinier de Graaf (1641–1673) and the syringe]. Nederlands Tijdschrift voor Tandheelkunde (em neerlandês). 85 (5): 216–8. PMID 379667
- Mann RJ (1976). «Regnier de Graaf, 1641–1673, investigator». Fertility and Sterility. 27 (4): 466–8. PMID 773713. doi:10.1016/s0015-0282(16)41788-7
- Lindenboom GA (1974). «Reinier de Graaf (1641–1673)» [Reinier de Graaf (1641–1673)]. Nederlands Tijdschrift voor Geneeskunde (em neerlandês). 118 (21): 789–95. PMID 4597505
- «Reinier de Graaf and the Royal Society of London» [Reinier de Graaf and the Royal Society of London]. Nederlands Tijdschrift voor Geneeskunde (em neerlandês). 117 (28): 1049–55. 1973. PMID 4595333
- Lindberg J (1963). «Regnier de GRAAF» [Regnier de GRAAF]. Nordisk Medicin (em sueco). 69: 108–12. ISSN 0029-1420. PMID 13930746
- Ruler Han van (2003). 'Graaf, Reinier de (1641-73)' The Dictionary of 17th and 18th-Century Dutch Philosophers. Bristol: Thoemmes, 2003, vol. 1, 348–9. ISBN 1-85506-966-0.
- Ruler Han van (2007). 'Graaf, Reinier de' Dictionary of Medical Biography. Westport, Conn.: Greenwood, 2007, vol. 2, 570.
- Speert H (1956). «Obstetric-gynecologic eponyms; Reinier de Graaf and the graafian follicles». Obstetrics and Gynecology. 7 (5): 582–8. PMID 13309944